# Moorbad Harbach
Pour les articles homonymes, voir Harbach.
Moorbad Harbach est une commune autrichienne du district de Gmünd en Basse-Autriche.